# Marcos Rojo
Faustino Marcos Alberto Rojo známý zkráceně jako Marcos Rojo [markos rocho] (* 20. března 1990, La Plata, Argentina) je argentinský fotbalový obránce a reprezentant, v současnosti působí v klubu Boca Juniors.

## Klubová kariéra
V Argentině hrál za Estudiantes de La Plata. V lednu 2011 odešel do Evropy do ruského klubu FK Spartak Moskva. V červenci 2012 přestoupil do lisabonského celku Sporting CP. V srpnu 2014 přestoupil za cca 20 milionů liber do Manchester United FC.

## Reprezentační kariéra
Rojo debutoval v národním týmu Argentiny 9. února 2011 proti Portugalsku.
Trenér Alejandro Sabella jej vzal na Mistrovství světa 2014 v Brazílii. V základní skupině F v utkání s Nigérií (výhra 3:2) vstřelil jeden gól. Ve finále s Německem Argentina prohrála 0:1 v prodloužení a získala stříbrné medaile.